# Chris Murray
Chris Murray (26 de setembro de 1966) é um compositor e guitarrista canadense. No Canadá, ele foi um dos integrantes da banda extinta de ska King Apparatus durante o final da década de 1980 e começo da de 1990. Ele atualmente vive em Los Angeles, Califórnia, onde se apresenta regularmente, tanto solo como com  Chris Murray Combo. 